# روكسان باركر
روكسان باركر (بالإنجليزية: Roxanne Kimberly Barker)‏ (6 مايو 1991 ببيترماريتزبرغ في جنوب أفريقيا - ) هي لاعبة كرة قدم جنوب أفريقية في مركز حراسة المرمى، شاركت في الألعاب الأولمبية الصيفية 2016 والألعاب الأولمبية الصيفية 2012. وشاركت مع منتخب جنوب أفريقيا لكرة القدم للسيدات. أما مع النوادي، فقد لعبت مع بورتلاند ثورنز وSC Heerenveen (women) ‏ وPali Blues ‏ وÞór/KA ‏ و وPepperdine Waves ‏.

## وصلات خارجية
- روكسان باركر على موقع الاتحاد الدولي (مؤرشف)  (الإنجليزية)
- روكسان باركر على موقع قاعدة بيانات كرة القدم.إي يو (الإنجليزية)
- روكسان باركر على موقع عالم كرة القدم.نت (الإنجليزية)
- روكسان باركر على موقع اللجنة الأولمبية الدولية (الإنجليزية)
- روكسان باركر على موقع أوليمبيديا (الإنجليزية)